# Mario Mandarić
Mario Mandarić (Split, 21. rujna 1991.) hrvatski je kuhar i poduzetnik. Vlasnik je i glavni kuhar restorana Noel u Zagrebu, nositelja Michelinove zvjezdice.

## Rani život i obrazovanje
Mandarić je odrastao u Omišu sa samohranom majkom i dvije mlađe sestre. U ranoj dobi razvio je interes za kuhanje, a kulinarske je vještine stjecao kroz praktičan rad i međunarodno iskustvo, uključujući razdoblje provedeno u Tajlandu.

## Karijera
Mandarić je kulinarsku karijeru započeo u restoranima diljem Europe i jugoistočne Azije. Kada se 2019. vratio u Hrvatsku radio je u restoranu Noel u Bujama, koji je zbog pandemije COVID-19 poslije zatvoren. Godine 2023. pozvan je da prijeđe u Noel u Zagrebu i preuzme vlasništvo. Michelinovu je zvjezdicu Noel posljednji put potvrdio 2024. godine. Restoran je ušao na popis "50 najboljih svjetkih restorana" (The World's 50 Best Restaurants) ušao 2025. godine.
Osim Noela, osnovao je restorane francuske kuhinje Bistro96, koji se nalaze i u Zagrebu i Rovinju.
Mandarić je uvršten na popis 30 Under 30 Europe 2021. godine od strane časopisa Forbes zbog rada na podizanju svijesti o bacanju hrane u Ujedinjenom Kraljevstvu.

## Humanitarni rad
Zagovornik je održive gastronomije bez otpada. Surađivao je s privatnom šumarskom školom u Varaždinu, gdje je 2024. godine zasađeno 260 voćaka kako bi se promicala održivost i obrazovanje.
Godine 2022. Mandarić i njegova supruga Matea pokrenuli su projekt izgradnje bunara u Ugandi.

## Privatni život
Mandarić je oženjen Mateom s kojom ima kćer.

## Nagrade i priznanja
- Michelinova zvjezdica – Noel (od 2023.)[1]
- World's 50 Best Restaurants – Noel (2025.)[5]
- Forbes 30 Under 30 Europe – Umjetnost i kultura (2021.)[2][13]

## Vanjske poveznice
- Službena stranica
- Ugledni hrvatski chef otkrio Mojmiri koja mu je najmrskija hrvatska hrana. RTL Direkt. 18. travnja 2024. Pristupljeno 3. svibnja 2025.